# 小花山姜
小花山姜（学名：Alpinia brevis）为姜科山姜属下的一个种。